# 51431 Jayardee
51431 Jayardee este un asteroid din centura principală de asteroizi.

## Descriere
51431 Jayardee este un asteroid din centura principală de asteroizi. A fost descoperit pe 19 martie 2001 la Observatorul Cordell-Lorenz de Douglas Tybor Durig. Asteroidul prezintă o orbită caracterizată de o semiaxă mare de 2,42 ua, o excentricitate de 0,15 și o înclinație de 3,6° în raport cu ecliptica.